# Saltos en los Juegos Asiáticos de 2022
Las pruebas de saltos de trampolín y plataforma en los Juegos Asiáticos de 2022 se realizaron en Hangzhou (China) entre el 30 de septiembre y el 4 de octubre de 2023. Fueron disputadas diez pruebas, cinco masculinas y cinco femeninas.

## Medallistas

### Masculino
| Evento                 | Oro                        | Plata                                     | Bronce                                                   |
| ---------------------- | -------------------------- | ----------------------------------------- | -------------------------------------------------------- |
| Trampolín 1 m          | Wang Zongyuan China        | Peng Jianfeng China                       | Woo Ha-Ram Corea del Sur                                 |
| Trampolín 3 m          | Wang Zongyuan China        | Zheng Jiuyuan China                       | Yi Jae-Gyeong Corea del Sur                              |
| Plataforma 10 m        | Yang Hao China             | Bai Yuming China                          | Rikuto Tamai Japón                                       |
| Trampolín 3 m sincro   | China Yan Siyu He Chao     | Corea del Sur Yi Jae-Gyeong Woo Ha-Ram    | Malasia Muhammad Syafiq Puteh Ooi Tze Liang              |
| Plataforma 10 m sincro | China Yang Hao Lian Junjie | Corea del Sur Yi Jae-Gyeong Kim Yeong-Nam | Malasia Bertrand Rhodict Lises Enrique Maccartney Harold |

### Femenino
| Evento                 | Oro                           | Plata                                 | Bronce                                      |
| ---------------------- | ----------------------------- | ------------------------------------- | ------------------------------------------- |
| Trampolín 1 m          | Li Yajie China                | Lin Shan China                        | Kim Su-Ji Corea del Sur                     |
| Trampolín 3 m          | Chen Yiwen China              | Chang Yani China                      | Sayaka Mikami Japón                         |
| Plataforma 10 m        | Quan Hongchan China           | Chen Yuxi China                       | Pandelela Rinong Malasia                    |
| Trampolín 3 m sincro   | China Chen Yiwen Chang Yani   | Malasia Nur Dhabitah Sabri Ng Yan Yee | Corea del Sur Park Ha-Reum Kim Su-Ji        |
| Plataforma 10 m sincro | China Quan Hongchan Chen Yuxi | Japón Matsuri Arai Minami Itahashi    | Malasia Nur Dhabitah Sabri Pandelela Rinong |

## Medallero
| Núm. | País          | Oro | Plata | Bronce | Total |
| ---- | ------------- | --- | ----- | ------ | ----- |
| 1    | China         | 10  | 6     | 0      | 16    |
| 2    | Corea del Sur | 0   | 2     | 4      | 6     |
| 3    | Malasia       | 0   | 1     | 4      | 5     |
| 4    | Japón         | 0   | 1     | 2      | 6     |
|      | TOTAL         | 10  | 10    | 10     | 30    |